# Valeriu Bordeanu
Valeriu Ionuț Bordeanu (n. 2 februarie 1977, Botoșani, România) este un fotbalist român, retras din activitate, care în prezent este antrenor.
Și-a început cariera de antrenor în 2012 la FC Botoșani. A jucat pentru o perioadă scurtă în Rusia la FC Kuban Krasnodar.

## Performanțe internaționale
A jucat pentru Unirea Urziceni în grupele UEFA Champions League 2009-10, contabilizând 3 meciuri în această competiție.

## Titluri
| Sezon   | Club             | Titlu  |
| ------- | ---------------- | ------ |
| 2000-01 | Steaua București | Liga I |
| 2008-09 | Unirea Urziceni  | Liga I |